# Stifado

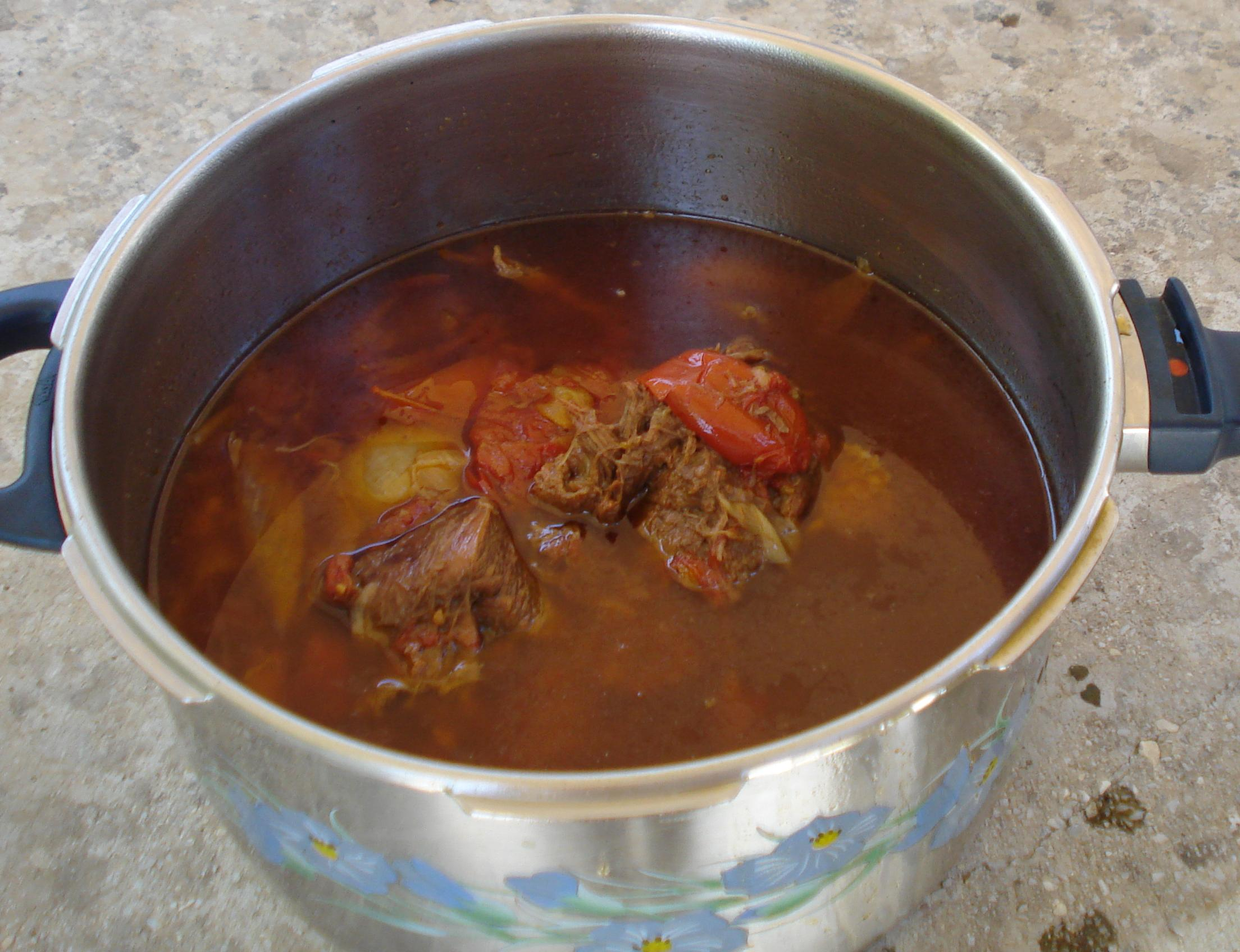
Stifado

Stifado (auch Stiffado) (griechisch στιφάδο) ist ein Fleischgericht der griechischen Küche.

## Zubereitung
Für das Ragout brät man Fleischwürfel mit reichlich Zwiebeln, Tomaten und anderem Gemüse an und löscht es mit Mavrodaphne, seltener auch mit Weißwein ab, gießt mit Wasser auf und schmort es zusammen. Typische Gewürze sind Lorbeerblatt und Zimt, die durch Piment, Kreuzkümmel und Gewürznelken ergänzt werden. Traditionell ist es ein Gericht aus Rindfleisch oder Kaninchen. Es werden jedoch unter diesem Namen auch andere gulaschähnliche Gerichte aus Lammfleisch, Hase, Wildschwein, Speisefisch oder Tintenfisch zubereitet. Häufig werden vor dem Verzehr separat gekochte Salzkartoffeln oder Nudeln in das Gericht gegeben.
Geeignet sind kleine Zwiebeln wie Schalotten, diese haben einen süßlichen und milden Geschmack. 

## Geschichte
Als etymologischer Ursprung wird das Wort stufado genannt, das Venezianer im 13. Jahrhundert in Griechenland eingeführt hätten. Im heutigen Italienisch bedeutet stufato Schmorbraten. Ursprüngliche Rezepte können keine Tomaten enthalten haben, da diese erst im frühen 16. Jahrhundert in Europa eingeführt wurden.